# Polesie (rejon postawski)
Polesie (błr. Палессе, Palessie; ros. Полесье, Polesje) – wieś na Białorusi, w obwodzie witebskim, w rejonie postawskim, 50 km na zachód od Postaw, 8 km na północny wschód od Łyntup. Wchodzi w skład sielsowietu Łyntupy.
W pobliżu znajduje się przystanek kolejowy Rozłogi, położony na linii Królewszczyzna - Łyntupy.

## Historia
W 1744 roku Polesie leżało na terenie parafii w Łyntupach.
Wieś szlachecka położona była w końcu XVIII wieku w powiecie oszmiańskim województwa wileńskiego.
Wieś i dobra Polesie zostały opisane w Słowniku geograficznym Królestwa Polskiego. Z opisu wynika, że w 1887 roku wieś była siedzibą okręgu wiejskie Polesie, w gminie Łyntupy w powiecie święciańskim guberni wileńskiej Imperium Rosyjskiego. W 13 domach mieszkało tu 169 mieszkańców, katolików. Dobra były dawniej własnością Poźniaków, od których nabył je Wincenty Borkiewicz z żoną Rozalią z Sulistrowskich. Następnie przeszły na własność Hrehorowiczów. Pod koniec XIX wieku właścicielem był hrabia Józef Tyszkiewicz.
W okresie międzywojennym leżała w granicach II Rzeczypospolitej w gminie wiejskiej Łyntupy, w powiecie święciańskim, w województwie wileńskim.
Po agresji ZSRR na Polskę w 1939 roku wieś znalazła się w granicach BSRR. W latach 1941–1944 była pod okupacją niemiecką. Następnie leżała w BSRR. Od 1991 roku w Republice Białorusi.

## Parafia rzymskokatolicka
W 1860 roku w Polesiu znajdowała się kaplica należąca do parafii w Łyntupach. Na początku XXI wieku w Polesiu istniała parafia św. Wojciecha i św. Ignacego Loyoli, leżąca w dekanacie postawskim diecezji witebskiej.